# 번돈현
번돈현(운둔현, 베트남어: Vân Đồn / 雲屯)은 베트남 꽝닌성의 현이다.

## 역사
번돈(Vân Đồn)이라는 이름은 꽝닌성 꽝란섬에 있는 번산에서 유래했다. 980년, 전레 왕조(980-1009) 초기 그곳에 번을 설치했다. 1149년 리안통의 통치 시기에 번돈섬 관청이 대월의 활발한 무역항과 함께 전략적 위치에 세워졌다. 이 항은 리 왕조, 쩐 왕조, 후레 왕조까지 다른 나라의 무역선을 관할하며 발전을 거듭했다.

## 행정 구역
번돈현에는 까이쫑 티쩐(市鎭)진과 11개의 싸(社)가 있다.

### 티쩐
- 까이쫑 티쩐 (Thị trấn Cái Rồng / 市鎭街容)

### 싸
- 반센 (Bản Sen / 本蓮)
- 빈전 (Bình Dân / 平民)
- 다이쑤옌 (Đài Xuyên / 台川)
- 도안껫 (Ðoàn Kết / 團結)
- 동싸 (Ðông Xá / 東舍)
- 하롱 (Hạ Long / 下龍)
- 민쩌우 (Minh Châu / 明珠)
- 응옥븡 (Ngọc Vừng / 玉匯)
- 꽌란 (Quan Lạn / 觀爛)
- 탕러이 (Thắng Lợi / 勝利)
- 반옌 (Vạn Yên / 萬安)

## 교통
- 번돈 국제공항

2018년 12월 30일, 개장을 하여 하노이에서 온 베트남 항공의 첫 비행기를 시작으로 운영을 개시했다.